# Halowe Mistrzostwa Europy w Lekkoatletyce 2015 – skok w dal kobiet
Skok w dal kobiet – jedna z konkurencji rozgrywanych podczas halowych lekkoatletycznych mistrzostw Europy w hali O2 Arena w Pradze. Tytułu wywalczonego 2 lata temu w Göteborgu nie broniła Rosjanka Darja Kliszyna.
| Rekord świata                        | Heike Drechsler           | 7,37 | Wiedeń, Austria             | 13 lutego 1988(dts) |
| Rekord Europy                        | Heike Drechsler           | 7,37 | Wiedeń, Austria             | 13 lutego 1988(dts) |
| Rekord mistrzostw Europy             | Heike Drechsler           | 7,30 | Budapeszt, Węgry            | 5 marca 1988(dts)   |
| Najlepszy wynik na świecie w sezonie | Christabel Nettey         | 6,99 | Sztokholm, Szwecja          | 19 lutego 2015(dts) |
| Najlepszy wynik w Europie w sezonie  | Katarina Johnson-Thompson | 6,93 | Birmingham, Wielka Brytania | 21 lutego 2015(dts) |

## Najlepsze wyniki w Europie
Poniższa tabela przedstawia 10 najlepszych rezultatów na Starym Kontynencie tuż przed rozpoczęciem mistrzostw.
| Poz. | Zawodniczka               | Państwo         | Rezultat | Data ustanowienia |
| ---- | ------------------------- | --------------- | -------- | ----------------- |
| 1.   | Katarina Johnson-Thompson | Wielka Brytania | 6,93     | 21 lutego         |
| 2.   | Sosthene Taroum Moguenara | Niemcy          | 6,86     | 11 stycznia       |
| 3.   | Ivana Španović            | Serbia          | 6,83     | 25 lutego         |
| 4.   | Jekatierina Koniewa       | Rosja           | 6,82     | 1 lutego          |
| 4.   | Aiga Grabuste             | Łotwa           | 6,82     | 8 lutego          |
| 6.   | Éloyse Lesueur            | Francja         | 6,74     | 25 lutego         |
| 7.   | Abigail Irozuru           | Wielka Brytania | 6,73     | 15 lutego         |
| 8.   | Erica Jarder              | Szwecja         | 6,69     | 31 stycznia       |
| 9.   | Alina Rotaru              | Rumunia         | 6,68     | 14 lutego         |
| 10.  | Florentina Marincu        | Rumunia         | 6,66     | 25 stycznia       |
| 10.  | Khaddi Sagnia             | Szwecja         | 6,66     | 25 stycznia       |

Pogrubioną czcionką oznaczono zawodniczki, które wystartowały na mistrzostwach.

## Terminarz
| Data    | Godzina |            |
| ------- | ------- | ---------- |
| 6 marca | 12:15   | Eliminacje |
| 7 marca | 17:45   | Finał      |

## Rezultaty

### Eliminacje
Awans: 6,65 (Q) lub osiem najlepszych (q). Do eliminacji zgłoszono 22 zawodniczki.
| Poz. | Zawodniczka               | Reprezentacja | #1   | #2   | #3   | Rezultat | Uwagi |
| ---- | ------------------------- | ------------- | ---- | ---- | ---- | -------- | ----- |
| 1.   | Ivana Španović            | Serbia        | 6,76 |      |      | 6,76     | Q     |
| 2.   | Sosthene Taroum Moguenara | Niemcy        | 6,72 |      |      | 6,72     | Q,    |
| 3.   | Alina Rotaru              | Rumunia       | 6,55 | 6,59 | 6,33 | 6,59     | q     |
| 4.   | Éloyse Lesueur            | Francja       | 6,59 | x    | –    | 6,59     | q     |
| 5.   | Florentina Marincu        | Rumunia       | 6,57 | 6,42 | 6,57 | 6,57     | q     |
| 6.   | Aiga Grabuste             | Łotwa         | 5,95 | 6,51 | 6,57 | 6,57     | q     |
| 7.   | Karin Melis Mey           | Turcja        | 6,57 | 6,49 | 6,48 | 6,57     | q     |
| 8.   | Melanie Bauschke          | Niemcy        | 6,53 | 6,44 | 6,32 | 6,53     | q     |
| 9.   | Khaddi Sagnia             | Szwecja       | 6,52 | x    | 6,42 | 6,52     |       |
| 10.  | Nastassia Mironczyk       | Białoruś      | 6,50 | x    | x    | 6,50     |       |
| 11.  | Erica Jarder              | Szwecja       | 6,23 | 6,12 | 6,49 | 6,49     |       |
| 12.  | Hafdís Sigurdjardóttir    | Islandia      | 6,32 | 6,18 | 6,35 | 6,35     |       |
| 13.  | Nina Đorđević             | Słowenia      | 6,16 | 6,23 | 6,30 | 6,30     |       |
| 14.  | Xenia Achkinadze          | Niemcy        | 6,09 | x    | 6,29 | 6,29     |       |
| 15.  | Jana Velďáková            | Słowacja      | x    | 6,29 | x    | 6,29     |       |
| 16.  | Maryna Bech               | Ukraina       | 6,27 | 6,15 | x    | 6,27     |       |
| 17.  | Laura Strati              | Włochy        | 6,18 | 6,22 | 6,09 | 6,22     |       |
| 18.  | Lucia Slaničková          | Słowacja      | 6,17 | 6,01 | x    | 6,17     |       |
| 19.  | Nadia Akpana Assa         | Norwegia      | x    | 6,08 | 5,95 | 6,08     |       |
| 20.  | Renáta Medgyesová         | Słowacja      | x    | 6,04 | 5,70 | 6,04     |       |
| 21.  | Maiko Gogoladze           | Gruzja        | 5,88 | x    | x    | 5,88     |       |
| 22.  | Claudia Guri              | Andora        | 5,46 | 5,32 | x    | 5,46     |       |

### Finał
| Poz. | Zawodniczka               | Reprezentacja | #1   | #2   | #3   | #4   | #5   | #6   | Rezultat | Uwagi |
| ---- | ------------------------- | ------------- | ---- | ---- | ---- | ---- | ---- | ---- | -------- | ----- |
| 1.   | Ivana Španović            | Serbia        | 6,80 | x    | 6,98 | 6,89 | 6,71 | 6,81 | 6,98     | , EL. |
| 2.   | Sosthene Taroum Moguenara | Niemcy        | 6,83 | x    | x    | 6,55 | x    | 6,61 | 6,83     | SB    |
| 3.   | Florentina Marincu        | Rumunia       | x    | 6,70 | 6,59 | 6,60 | 6,79 | x    | 6,79     | EJR   |
| 4.   | Alina Rotaru              | Rumunia       | x    | 6,74 | 6,50 | 6,53 | 6,69 | x    | 6,74     | PB    |
| 5.   | Éloyse Lesueur            | Francja       | x    | x    | x    | 6,66 | 6,73 | 6,57 | 6,73     |       |
| 6.   | Melanie Bauschke          | Niemcy        | 6,59 | x    | 6,48 | 6,57 | 6,45 | 6,39 | 6,59     |       |
| 7.   | Karin Melis Mey           | Turcja        | x    | 6,57 | x    | 6,45 | 6,42 | 6,50 | 6,57     |       |
| 8.   | Aiga Grabuste             | Łotwa         | 6,54 | x    | x    | x    | 6,41 | 6,36 | 6,54     |       |